# 루돌프 힐퍼딩

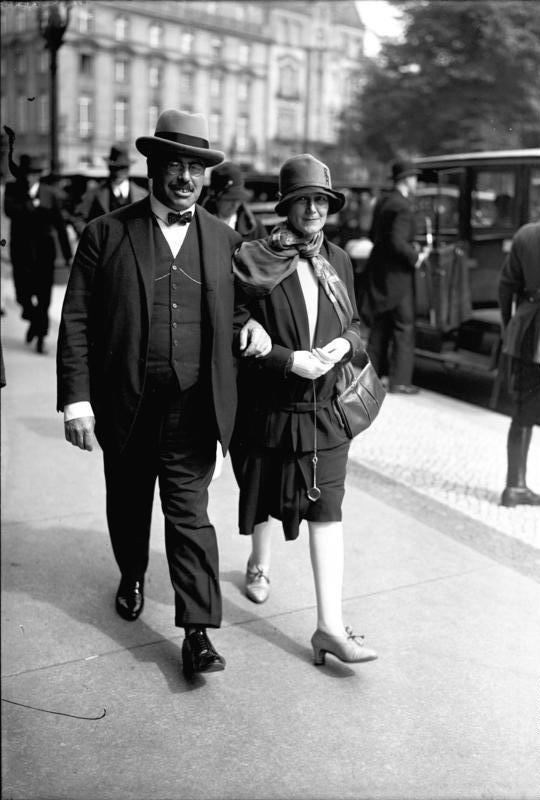
힐퍼딩과 그의 부인 마가레테, 1928년

루돌프 힐퍼딩(독일어: Rudolf Hilferding, 1877년 8월 10일 ~ 1941년 2월 10일)은 오스트리아 태생의 독일 정치인, 언론인, 마르크스주의 이론가이자 경제학자이다. 바이마르 공화국시절에 제국 재무장관을 2번(1923년, 1928년~1929년) 역임했다. 그는 국가독점자본주의 이론을 발전시켰다.

## 생애
힐퍼딩은 유대인 상인 집안에서 태어났다. 1904년 오스트리아 교사이며 의사였던 마가레테와 결혼했으나 1922년 이혼하였다.

### 사회민주당 활동
그는 1896년에서 1901년까지 빈에서 의학을 공부했으며 그 외에도 국민경제학과 재정학을 다루었다. 대학생 시절에 오스트리아 사회민주당과 접촉하게 되었으며, 사민당 학생단체에 가입하였다. 1901년 의학 박사학위를 받고 소아과의사로 개업하였다. 1906년 베를린의 독일사민당 교육원의 국민경제학 강사가 되었다. 하지만, 이듬해 프로이센 경찰의 신분입증요구로 물러나고 1916년까지 사민당 기관지인 전진의 편집인으로 활동했다.
1915년까지 1918년까지 오스트리아-헝가리군의 의사로 참전하였다. 1917년부터 사민당에서 분리한 독립사회민주당(USPD)의 당원이 되어, 1918년에서 1923년까지 전진지의 경쟁지였던 독립사민당 기관지 ‘자유’의 편집장으로 활동하였다.

### 재무부 장관
힐퍼딩은 독립사민당과 사민당의 통합을 지지하였다. 마르크화의 안정을 위해 1923년 렌텐마르크 제도가 도입되는 데, 이 방안의 창안자도 힐퍼딩이었다. 구스타프 슈트레제만 수상 하의 대연정에서 제국재무부장관을 역임했다. (1923년 8월 3일~10월 6일). 1924년부터 1933년까지 사민당 소속으로 제국의회의원을 지냈다. 1928년 헤르만 뮐러(사민당)가 수상하에서 다시 재무부장관에 취임하였다. 1929년 12월 말 뉴욕증시 폭락으로 장관직에서 물러났다.

### 망명 사회민주당
1933년 나치스 정권 성립 후 추방되어 스위스 취리히로 갔고, 1938년부터는 프랑스에 머물렀다. 그는 망명사민당의 지도부의 일원이었다. 1934년 힐퍼딩은 당내 좌파 그룹인 ‘독일혁명적사회주의자’(Revolutionäre Sozialisten Deutschlands)와 ‘새로운 시작’(Neu Beginnen)의 영향하에 있던 망명지도부가 나치 체제의 혁명적 타도투쟁을 요구하는 프라하 선언을 작성하였다.

### 죽음
유대인인 그는 독일군의 프랑스 점령 후에 마르세유에서 게슈타포에 의해 체포되어 파리 수용소로 이송되고서 1941년 2월 10일 사망하였다.

## 의미
힐퍼딩은 자신의 출생지 때문에 오스트리아 마르크스주의의 중요 대표자로 알려졌다. 1920년대 중반 사민당과 독립사민당이 통합한 이후 사민당의 “최고 이론가”(führender theoretischer Kopf der Partei)로 받아들여졌다. 프리드리히 슈탐퍼는 “힐퍼딩을 마르크스주의를 실제의 필요에 맞게 수용하는 데 있어서 예술가”라고 칭하기도 했다.

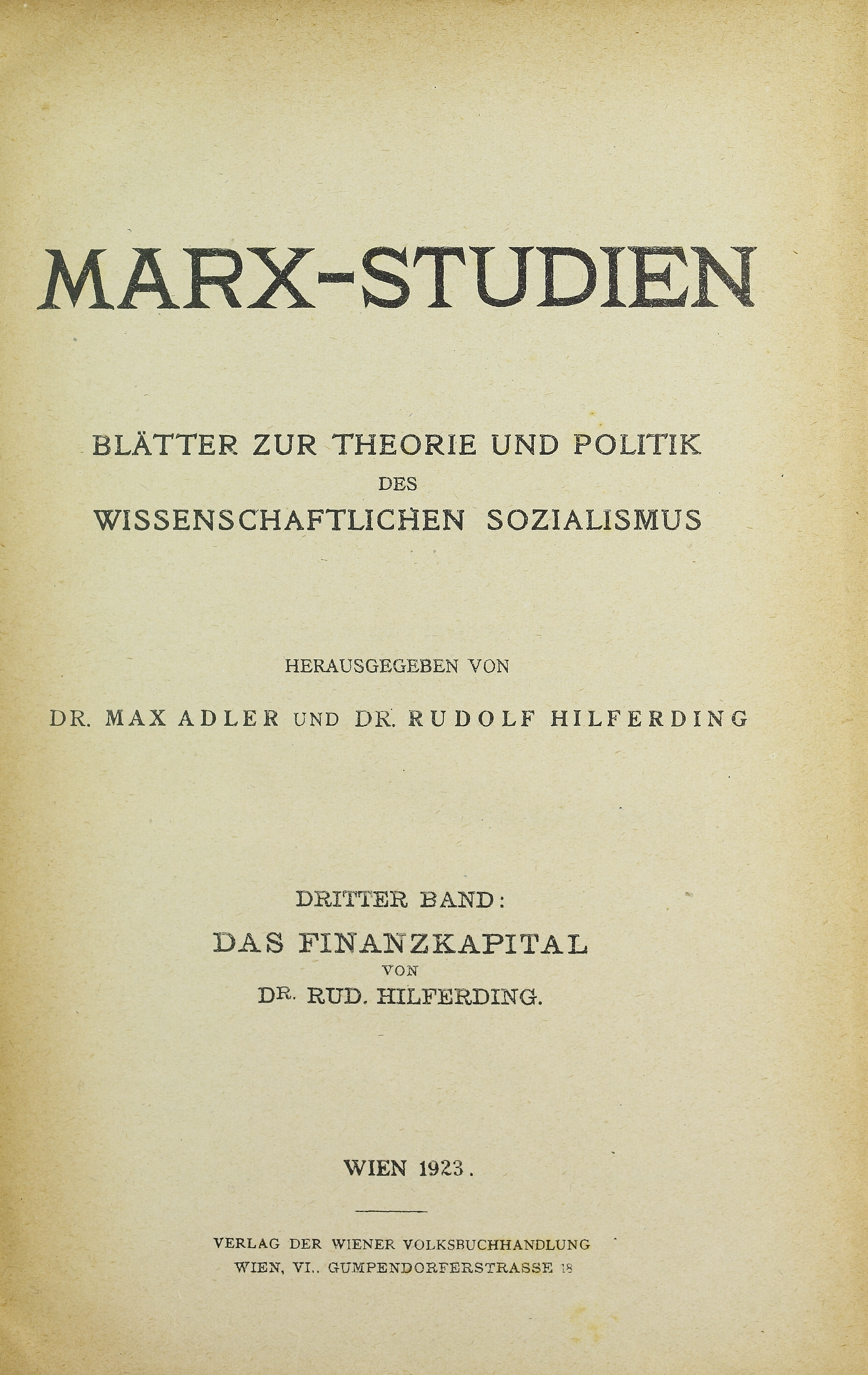
Finanzkapital, 1923

힐퍼딩의 주요저서인 《금융자본》(Das Finanzkapital)과 그에 기초해 발전한 “조직된 자본주의론”은 사회민주주의가 수정주의와 민주적 사회주의론으로 발전하는 데 토대가 되었다.

## 저서
- Böhm-Bawerks Marx-Kritik. In: Marx-Studien. Blätter zur Theorie und Politik des wissenschaftlichen Sozialismus. Band 1, Wien 1904, 1-61. (Reprint: Glashütten i.T. : Auvermann, 1971)
- Das Finanzkapital. In: Marx-Studien. Blätter zur Theorie und Politik des wissenschaftlichen Sozialismus. Band 3, Wien 1910, V-477. (Reprint: Glashütten i.T. : Auvermann, 1971) 금융자본, 김수행 옮김, 새날, 1994
- Organisierter Kapitalismus. Referate und Diskussionen vom Sozialdemokratischen Parteitag 1927 in Kiel. s.n., Kiel 1927
- 《노동가치론 논쟁》, 이인호 옮김, 학민사, 1983.